# XLIV Festival Internacional de la Canción de Viña del Mar
El XLIV Festival Internacional de la Canción de Viña del Mar, o simplemente Viña 2003, se realizó del 19 al 24 de febrero de 2003 en el anfiteatro de la Quinta Vergara, en Viña del Mar, Chile. Fue transmitido por Canal 13 y animado por Antonio Vodanovic junto a Myriam Hernández.

## Desarrollo
La XLIV versión del Festival de Viña del Mar corresponde a la cuarta versión del certamen realizada por Canal 13.

### Día 1 (Miércoles 19)
- Obertura
- Maná
- Bam (varieté)
- Wolfgang (variedad)
- Kool & The Gang

### Día 2 (Jueves 20)
- Obertura
- Diego Torres
- Juanes (dúo con Javiera Parra)
- Porto Bahía
- Mauricio Flores, Melame (humor)
- Lucybell G

### Día 3 (Viernes 21)
- Obertura
- INXS
- David Bisbal
- Vanessa Miller, Bárbara, la nana argentina (humor)
- Rosario
- Gondwana

### Día 4 (Sábado 22)
"La noche chilena"
- Joe Vasconcellos
- Natalia Cuevas, Marjorie (humor)
- Willy Sabor
- Los Prisioneros G

### Día 5 (Domingo 23)
- Charly García (dúo con Pedro Aznar)
- Los Nocheros
- Circo Imperial de China (varieté)
- Franco Simone (dúo con Myriam Hernández)
- Cafe con Leche

### Día 6 (Lunes 24)
- Ricardo Montaner
- Luis Jara
- Memo Bunke
- Sandy & Junior
- Los Ilegales

## Hechos memorables
- El grupo Los Prisioneros, específicamente su vocalista Jorge González, tenía prohibido por contrato hablar, ya que la organización temía que podían hacer polémica -como lo habían hecho casi 2 meses atrás en la Teletón 2002- con referencias al Canal 13, la Iglesia católica o a temas valóricos, lo que esperaban por la naturaleza atrevida del conjunto. Pese a ello, González dijo todo lo que quiso, pero no hablando, sino mediante el cambio de letras en sus canciones. De hecho en la canción Sexo, hablaron de los condones, del "curita de la tele" (refiriéndose al mensaje religioso que se emite por Canal 13), de la tortura, del Golpe de Estado del 11 de septiembre de 1973, de la Guerra de Irak, entre otros temas.[2]
- En la primera noche de este certamen iba a actuar la brasileña Kelly Key debido al impacto de canciones como Baba Baby y Cachorrinho, sin embargo su avión no llega a la hora pactada, por lo que no actuó. Ella también iba a ser jurado y en esa noche, solamente se mostró un cartel con su nombre pero lamentablemente quedó fuera del show del festival.[3]
- Un chascarro lo protagonizó Myriam Hernández quien al presentar a uno de los jurados internacionales (Junior Lima del dúo brasileño Sandy & Junior) lo anunció diciendo que Toca guitarra, sexo... bueno también, saxo.
- Solo 18 minutos duró la pobre actuación del grupo Porto Bahía, lo que coronó la "muerte" del axé en Chile.
- En la primera noche, durante la actuación de Maná, su vocalista Fher Olvera lanza un discurso en contra de la Guerra de Irak,[4] al mismo tiempo que sus integrantes alzaban la bandera de Chile a un lado, una bandera con el símbolo de la paz y la insignia del grupo al medio, y la bandera de México al otro lado.
- En la canción "Demoliendo Hoteles", Charly García modifica la letra de "Yo que nací con Videla" a "Yo que nací con Pinocho", haciendo alusión a la dictadura de Pinochet. También le manda un saludo a EE. UU. y a Irak, igual que Jorge González.

## Jurado Internacional
- Franco Simone
- Iván Valenzuela
- Rosario
- Willy Sabor
- Sandy
- Júnior
- Nicole Neumann
- Pancho Puelma
- Kelly Key
- Diego Muñoz
- Valeria Lynch (Presidenta del jurado)

## Jurado Folclórico
- Alicia Pedroso
- Chelique Sarabia (Presidente del jurado)
- Loreto Valenzuela
- Patricio Ovando
- Charo Cofré
- Pedro Aznar
- Alejandro Bianchi

## Competencias
Internacional:
- 1.er lugar:  España, «Este amor es tuyo», de Chema Purón, interpretada por Gisela.
- Mejor intérprete: Gisela,  España.

Folclórica:
- 1.er lugar:  Argentina, «Pintadita», escrita e interpretada por Fernando Barrientos.
- Mejor intérprete: